# Copidosoma celaenae
Copidosoma celaenae är en stekelart som beskrevs av Howard 1885. Copidosoma celaenae ingår i släktet Copidosoma och familjen sköldlussteklar. Inga underarter finns listade i Catalogue of Life.